# El Pla (Maresme)
El Pla – miejscowość w Hiszpanii, w Katalonii, w prowincji Barcelona, w comarce Maresme, w gminie Santa Susanna.
Według danych INE z 2005 roku miejscowość zamieszkiwało 207 osób.